# フィリップ・ルートヴィヒ (シュレースヴィヒ＝ホルシュタイン＝ゾンダーブルク＝ヴィーゼンブルク公)
フィリップ・ルートヴィヒ（Philipp Ludwig von Schleswig-Holstein-Sonderburg-Wiesenburg, 1620年10月27日 - 1689年3月10日）は、シュレースヴィヒ＝ホルシュタイン＝ゾンダーブルク＝ヴィーゼンブルク家の初代公爵。ゾンダーブルク家の一員で、ツヴィッカウの近隣に建つヴィーゼンブルク城を入手した。

## 生涯
シュレースヴィヒ＝ホルシュタイン＝ゾンダーブルク公アレクサンダーとその妻でシュヴァルツブルク＝ゾンダースハウゼン伯ヨハン・ギュンター1世の娘であるドロテアの間の末息子として生まれた。
ヘッセン方伯諸家の宮廷を転々としながら青年時代を過ごした。1663年、非常に仲の良い友人だったザクセン選帝侯ヨハン・ゲオルク2世から、ヴィーゼンブルクの荘園と城館、及びキルヒベルクの町と20の農村を与えられた。ヴィーゼンブルク城が彼の居所となり、この城の名前が家名として使用された。
1668年、ルター派神学者ヨハン・ヴィンクラーを自分の息子たちの家庭教師としてヴィーゼンブルク城に呼び寄せた。シュネーベルクとノイシュテッテルでの鉱山経営に成功したことでフィリップ・ルートヴィヒは莫大な財産を築いた。彼はその金をヴィーゼンブルク城の大規模な改築・美化の費用に充てた。
また、文芸サークル「実りを結ぶ会」に名を連ね、「至福の人（Der Wohlgeartete）」という会員名を名乗った。
1672年まで、神聖ローマ皇帝（ハプスブルク君主国）軍に中将として仕え、胸甲騎兵連隊の指揮官を務めた。1675年、長男に城と所領を売り渡し、1686年にオーバーコッツァウの所領を購入した。晩年は、シュネーベルクで鉱山経営に成功した鍛冶屋上がりの富豪ファイト・ハンス・シュノール・フォン・カロルスフェルトと友誼を結んだ。

## 子女
1643年11月15日にレムゴーにおいて、ヴァルデック＝ヴィルドゥンゲン伯クリスティアンの娘カタリーナ（1612年 - 1649年）と最初の結婚をし、間に2人の子女をもうけた。
- 子供（1645年生／没）
- ドロテア・エリーザベト（1645年 - 1725年） - 1661年にゲオルク・ルートヴィヒ・フォン・ジンツェンドルフ（ドイツ語版）伯爵と初婚、1682年にルートヴィヒ・フォン・ラブティン伯爵と再婚

1650年5月5日にバート・ホンブルクにおいて、ヘッセン＝ホンブルク方伯フリードリヒ1世の娘アンナ・マルガレーテ（1629年 - 1686年）と2度目の結婚をした。彼女との間に15人の子女をもうけた。
- フリードリヒ（1651年 - 1724年） - ヴィーゼンブルク公
- ゲオルク・ヴィルヘルム（1652年生／没）
- ゾフィー・エリーザベト（1653年 - 1684年） - 1676年、ザクセン＝ツァイツ公モーリッツと結婚
- カール・ルートヴィヒ（1654年 - 1690年）
- エレオノーレ・マルガレーテ（1655年 - 1702年） - 1674年、マクシミリアン2世・フォン・リヒテンシュタイン侯爵と結婚
- クリスティーネ・アマーリエ（1656年 - 1666年）
- アンナ・ヴィルヘルミーネ（1657年生／没）
- ヨハン・ゲオルク（1658年生／没）
- レオポルト・ゲオルク（1660年生／没）
- ヴィルヘルム・クリスティアン（1661年 - 1711年）
- フリーデリケ・ルイーゼ（1662年 - 1663年）
- マグダレーネ・ゾフィー（1664年 - 1720年）
- アンナ・フリーデリケ・フィリッピーネ（1665年 - 1748年） - 1702年、ザクセン＝ツァイツ公フリードリヒ・ハインリヒと結婚
- 子供（1666年生／没）
- ヨハンネ・マグダレーネ・ルイーゼ（1668年 - 1732年）

1688年7月28日にグライツにおいて、ロイス＝オーバーグライツ伯ハインリヒ1世の娘マグダレーネ・クリスティーネ（1652年 - 1697年）と3度目の結婚した。彼女との間に子供はない。